# Holz (Heusweiler)

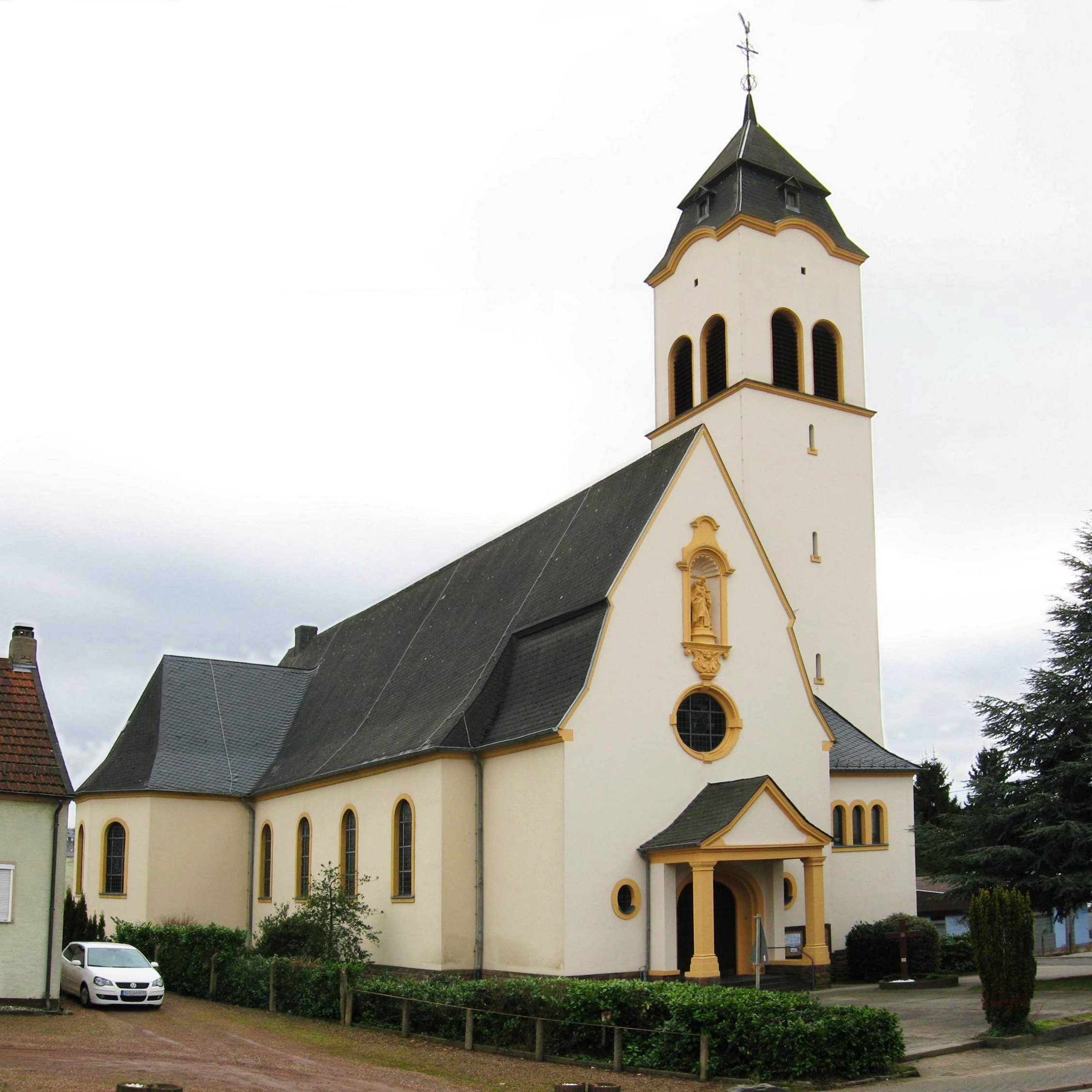
St.-Josef-Kirche

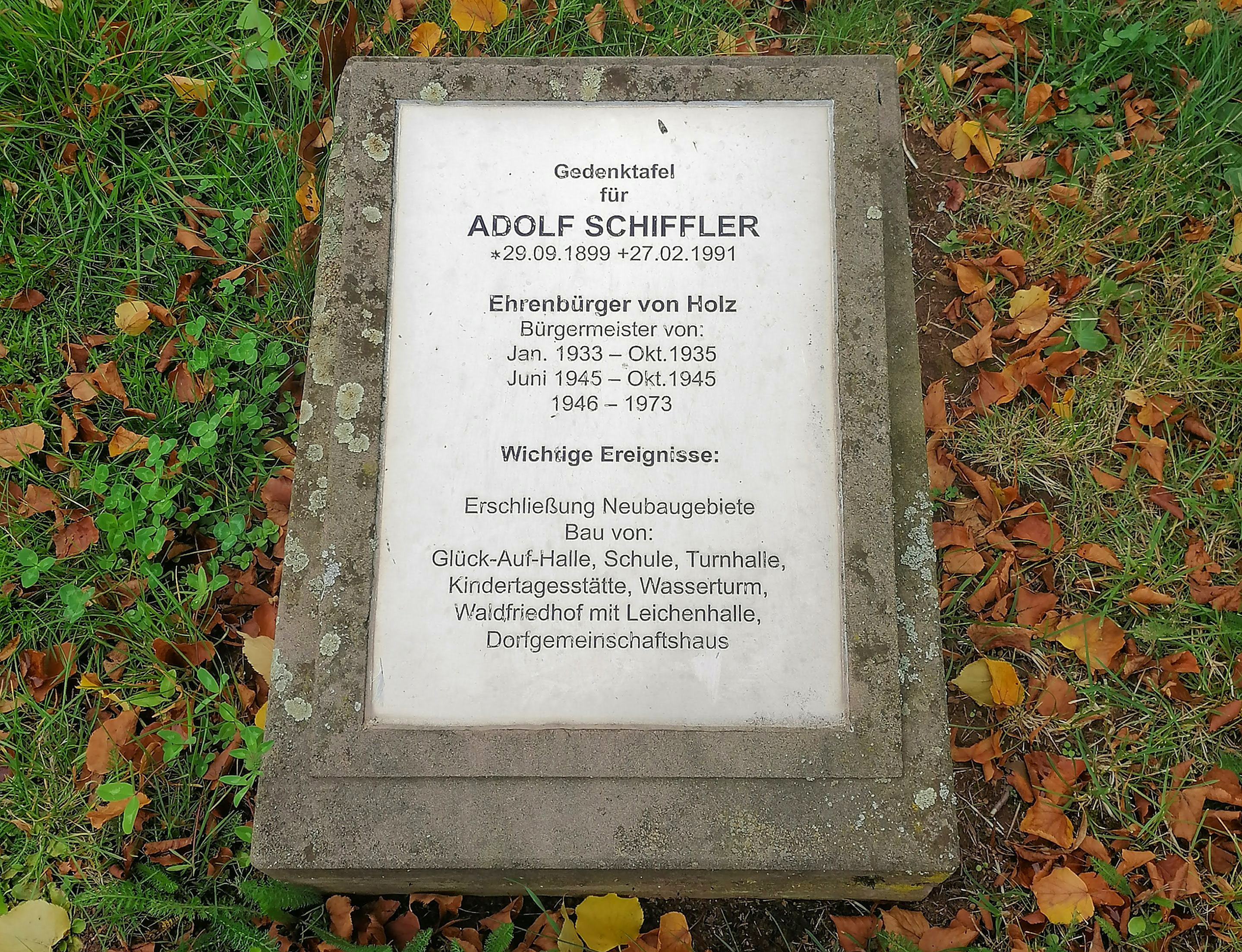
Gedenktafel am Holzer Marktplatz für den ehemaligen Bürgermeister und Ehrenbürger Adolf Schiffler

Holz ist einer der sieben Ortsteile der saarländischen Gemeinde Heusweiler. Mit 3852 Einwohnern (Stand Januar 2020) ist es nach Heusweiler selbst der zweitgrößte Ortsteil der Gemeinde.

## Geographie
Holz liegt im Osten der weitgespannten Gemeinde Heusweiler am Westhang der Göttelborner Höhe im oberen Köllertal. Nachbarorte sind im Norden Wahlschied, im Nordosten Göttelborn, im Osten Quierschied, im Südwesten Riegelsberg sowie im Westen Heusweiler. Die Bundesautobahn 1 verläuft von Nordosten nach Südwesten auf der Göttelborner Höhe östlich an Holz vorbei. Auf der Göttelborner Höhe führt die Landesstraße 247 und im Tal die Landesstraße 136 durch den Ort.
Holz grenzt im Süden an den Saarkohlenwald, der bis nach Saarbrücken reicht.

## Geschichte
Zum ersten Mal urkundlich erwähnt wurde das Dorf am 7. Oktober 1344. Der Ursprung des Ortsnamens „Holz“ liegt in Waldrodungen die in dieser Zeit dort stattfanden.
Ein barockes Jagdschlösschen aus der Mitte des 18. Jahrhunderts erinnert daran, dass in den Wäldern rund um Holz die Fürsten von Nassau-Saarbrücken früher ausgedehnte Jagden durchgeführt haben.
Im Zuge der Gebiets- und Verwaltungsreform, die am 1. Januar 1974 in Kraft trat, wurde die bis dahin eigenständige Gemeinde Holz der Gemeinde Heusweiler zugesprochen.

## Politik

### Ortsrat
Die letzten Ortsratswahlen in Holz fanden am 26. Mai 2019 statt.
| Partei | Stimmenanteil 2019 | Sitze 2019 | Stimmenanteil 2014 | Sitze 2014 |
| ------ | ------------------ | ---------- | ------------------ | ---------- |
| CDU    | 23,2 %             | 2          | 22,5 %             | 2          |
| SPD    | 51,61 %            | 4          | 51,0 %             | 4          |
| FDP    | 17,9 %             | 1          | 20,9 %             | 1          |
| NÖL    | 7,29 %             | 0          | 5,5 %              | 0          |

### Ortsvorsteher
(Quelle:)
- 1946–1973: Adolf Schiffler,[9] SPD, Bürgermeister der Gemeinde Holz
- 1974–1974: Adolf Schiffler, SPD, beauftragter Ortsvorsteher
- 1974–1975: Otmar Jung, SPD
- 1975–1990: Karl Kraus, SPD
- 1990–2011: Arno Montag[4]
- 2011–2023: Jan Paul, SPD
- seit 2023: Sascha Mund, SPD

## Religion
Der Ort hat neben einer katholischen und einer evangelischen Pfarrkirche auch ein neuapostolisches Gotteshaus.

## Verkehr
Holz ist aus Richtung Saarbrücken mit dem Bus der Linie 172 verbunden. Die gleiche Buslinie verbindet den Ort mit der Saarbahn in Riegelsberg, über die ebenfalls ein Anschluss nach Saarbrücken und weiter nach Saargemünd besteht.

## Persönlichkeiten

### Ehrenbürger
- Gustav Adolf Schiffler (1899–1991), Bürgermeister

### Söhne und Töchter des Ortsteils
- Heinz Theis (1894–1966), Kunstmaler
- Leo Ermann (1899–1988), deutsch-israelischer Schriftsteller
- Rudi Brück (1925–1995), Politiker
- Alwin Brück (1931–2020), Journalist und Politiker

## Bauwerke
- Wasserturm
- St.-Josef-Kirche
- Evangelische Kirche

## Sport
Die Volleyballfrauen des TV Holz spielen als „proWIN Volleys“ in der 2. Bundesliga Süd.
In Holz befindet sich am Friedhof einer der Startpunkte des Premiumwanderweges Frohn-Wald-Weg.